# Área metropolitana de Springfield (Misuri)
El área metropolitana de Springfield, Misuri, tal como lo define la Oficina del Censo de los Estados Unidos, es un área que consiste en cinco condados del sur de Misuri, cuya ciudad más grande es Springfield, la tercera ciudad más grande del estado. Entre las otras ciudades dentro del área metropolitana se encuentran Nixa, Ozark, Republic, Marshfield y Bolívar. Actualmente, la ciudad de Springfield limita con Ozark en el condado de Christian en la line U.S. Route 65, la ciudad de Republic entre la Autopista James River en el lado sur de la ciudad, y Strafford en la Ruta 744 en el lado noroeste de la ciudad. Cuenta con una población de 436.712 habitantes según el censo de 2010.

## Condados
Los 5 condados del área metropolitana y su población según los resultados del censo 2010:
- Christian – 77.422 habitantes
- Dallas – 16.777 habitantes
- Greene – 275.174 habitantes
- Polk – 31.137 habitantes
- Webster – 36.202 habitantes

## Localidades

### Localidades con más de 150.000 habitantes
- Springfield (ciudad principal)

### Localidades con 5.000 a 20.000 habitantes
- Bolívar
- Marshfield
- Nixa
- Ozark
- Republic

### Localidades con 1.000 a 5.000 habitantes
| - Ash Grove - Battlefield - Billings - Buffalo - Clever - Fair Grove | - Rogersville - Seymour - Sparta - Strafford - Willard |

### Localidades con 500 a 1,.000 habitantes
- Fordland
- Fremont Hills
- Highlandville
- Humansville
- Pleasant Hope
- Walnut Grove

### Localidades con menos de 500 habitantes
| - Aldrich - Brookline (se unió con la ciudad de Republic en 2005) - Diggins - Fair Play - Flemington - Goodnight - Halfway | - Louisburg - Morrisville - Niangua - Saddlebrooke (parcial) - Spokane (lugar designado por el censo) - Urbana |

### Lugares no incorporados
| - Boaz - Bois D'Arc - Brighton - Bruner - Celt - Chadwick - Charity - Chestnutridge - Dunnegan - Ebenezer - Elkhead - Elkland - Eudora - Garrison - Glidewell - Goodson - Keltner | - Linden - Logan - Long Lane - Northview - Oak Grove Heights - Oldfield - Plano - Polk - Red Top (condado de Dallas) - Red Top (condado de Webster) - Rogersville - Tin Town - Tunas - Turners - Windyville |